# Noordelijke giraffe
De noordelijke giraffe of giraf (Giraffa camelopardalis) is een evenhoevige met een zeer lange nek en lange en slanke poten. Het is het hoogste dier ter wereld: een volwassen giraffe kan een hoogte van rond de vijf meter bereiken. Het jong van een giraffe is al van de geboorte 2 meter. De wetenschappelijke naam van de soort werd als Cervus camelopardalis in 1758 gepubliceerd door Carl Linnaeus.

## Verwarrende taxonomie
De taxonomie van de giraffen levert een verwarrend beeld. Onder specialisten is geen consensus over de indeling in soorten en ondersoorten. Wilson & Reeder onderscheiden maar één soort G. camelopardalis met zes ondersoorten:
- G. c. camelopardalis
- G. c. reticulata
- G. c. rothschildi
- G. c. thornicrofti
- G. c. tippelskirchi
- G. c. giraffa

G. c. reticulata, G. c. tippelskirchi en G. c. giraffa worden hier als soorten, respectievelijk de Somalische giraffe, (G. reticulata), masaigiraffe (G. tippelskirchi) en de zuidelijke giraffe (G. giraffa) in aparte artikelen behandeld. De groep van zes ondersoorten als geheel heeft de status kwetsbaar.
Binnen de noordelijke groep worden weer ondersoorten onderscheiden waarvan sommige volgens onderzoekers de status van soort hebben. Dit zijn vier noordelijke ondersoorten die de IUCN onderscheidt, naast de Somalische giraffe en de masaigiraffe.
- G. c. camelopardalis – Nubische giraffe (nominaat)
- G. c. antquorum – Kordofangiraffe
- G. c. rothschildi – Rothschildgiraffe
- G. c. peralta – Tsjaadgiraffe

## Verspreiding en leefgebied

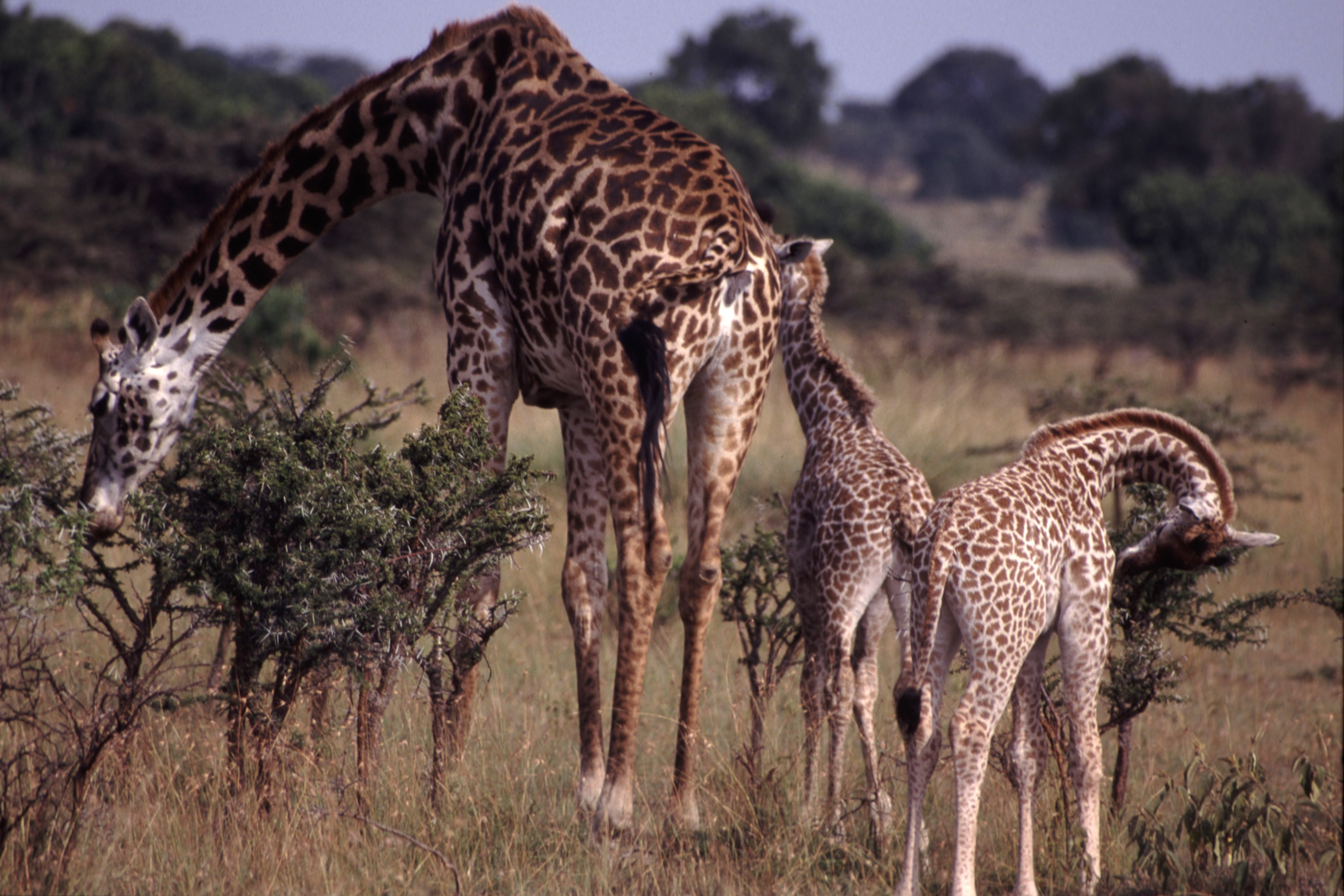
Giraffenfamilie

De giraffe leeft van oorsprong in Afrika, op de beboste savanne en andere licht beboste streken van Afrika ten zuiden van de Sahara. Hij heeft een voorkeur voor gebieden met lage of middelhoge struiken en andere houtige planten. De giraffe kan tot op 2000 meter hoogte aangetroffen worden, maar meestal begeeft hij zich op vlak laagland. Vroeger kwam de giraffe veel noordelijker voor, tot aan het Atlasgebergte, maar hier is hij al zo'n zevenduizend jaar geleden uitgestorven, toen het gebied verdroogde en de Sahara ontstond. Gebieden waar giraffen zijn uitgezet zijn voornamelijk wildparken in Afrika.
Noordelijke giraffen komen onder andere voor in de volgende Afrikaanse wildparken:
- Nationaal park Waza – Kameroen
- Nairobi Nationaal Park – Kenia
- Nationaal park Kidepo – Oeganda
- Nationaal park Murchison Falls – Oeganda

## Status van de vier ondersoorten
De nominaat G. c. camelopardalis (Nubische giraffe) komt voor in het noorden en oosten van Afrika, voornamelijk in Ethiopië en Zuid-Soedan. Het is de meest bedreigde ondersoort. In de periode 1979 - 1982 werd het aantal nog op meer dan 20 duizend individuen geschat. Schattingen uit 2015 leverden totaal nog maar 650 dieren.
De ondersoort G. c. antiquorum (kordofangiraffe) komt voor in Noord- en Midden-Afrika in landen als Kameroen, Centraal Afrikaanse Republiek, Tsjaad en het Kongogebied. Ook deze ondersoort neemt in aantal af. Schattingen uit de periode 1975 - 1985 leverden bijna 4000 dieren en in 2016 was dit aantal bijna gehalveerd (-46%).
De ondersoort G. c. rothschildi (rothschildgiraffe) was in de jaren 1960 bijna uitgestorven maar in 2016 bleken er weer meer dieren te zijn, 1671 individuen een toename met 26%.
De ondersoort G. c. peralta (tsjaadgiraffe) trof hetzelfde lot. De soort komt voor in Niger. In de jaren 1990 waren er nog maar 50 over. In 2015 werden er 350 dieren geteld, een toename van 700%.